# Matej Sternen

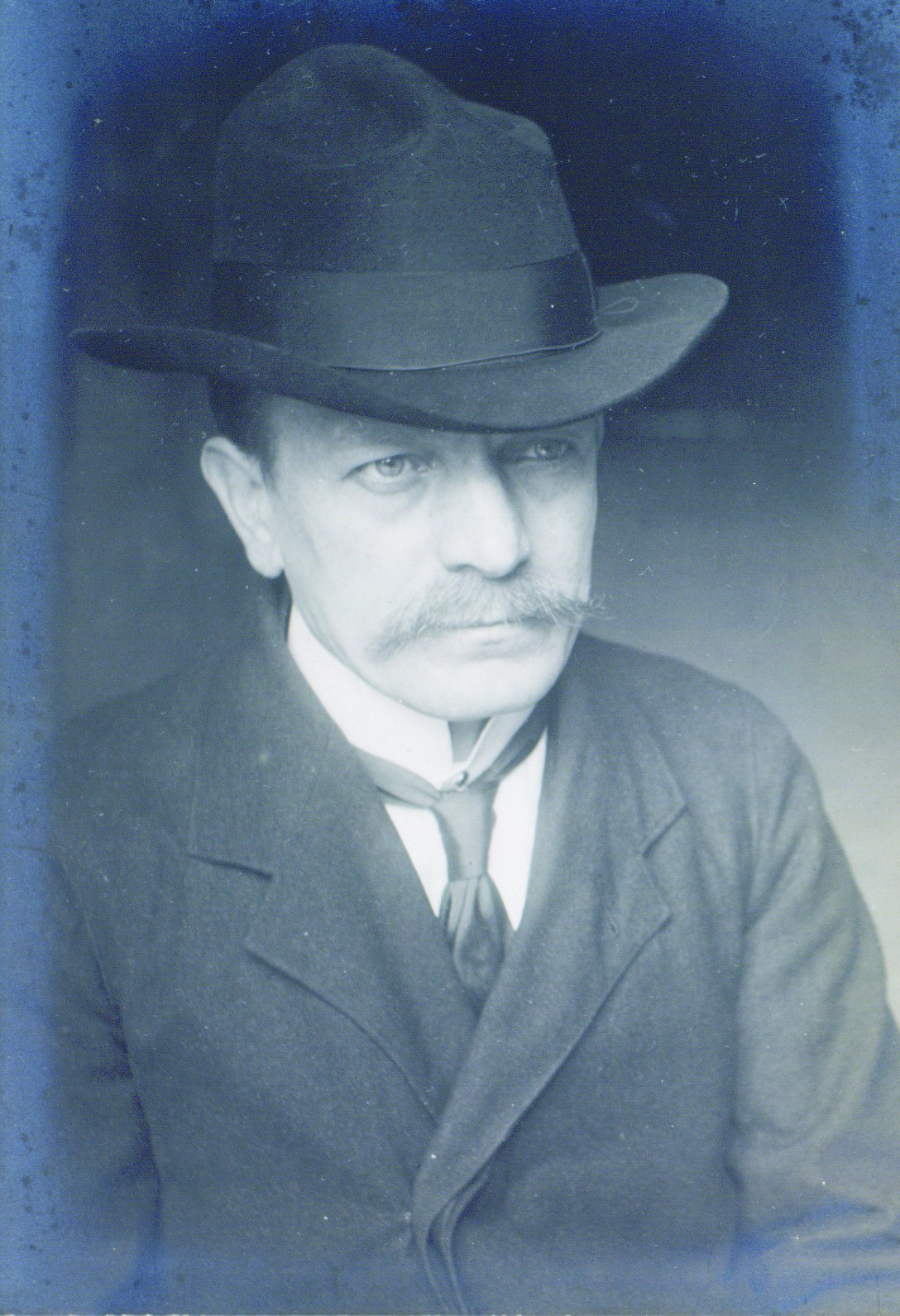
Matej Sternen en la década de 1920

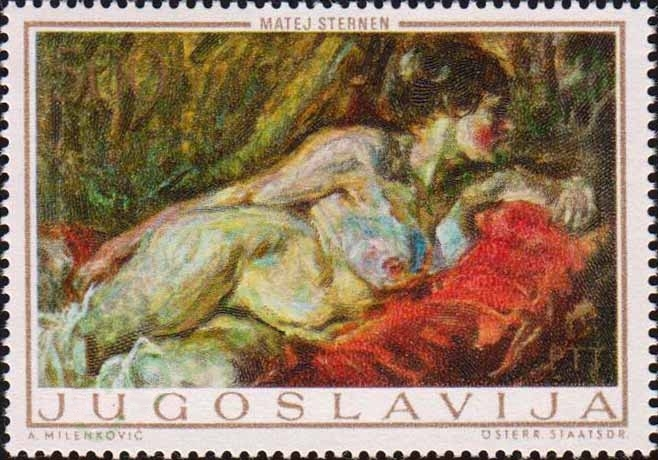
Mujer en un sofá (1914), un sello yugoslavo de 1969

Matej Sternen (20 de septiembre de 1870 - 28 de junio de 1949) fue un pintor impresionista de Eslovenia. 
Sternen nació en Verd, ahora parte del municipio carniolano de Vrhnika, entonces parte del Imperio Austrohúngaro. Asistió a la escuela secundaria en Krško y a la escuela técnica en Graz entre 1888 y 1891. Después de terminar la escuela en Graz, se matriculó en la Academia de Bellas Artes de Viena. En 1897 dejó Viena para ir a Múnich, donde estudió en la escuela de arte privada de Anton Ažbe. Vivió y trabajó en la capital bávara hasta la muerte de Ažbe en 1905. 
Sternen se familiarizó con el impresionismo ya en Graz. En Viena, vio las pinturas originales de varios impresionistas franceses. En Múnich estudió con sus compatriotas Rihard Jakopič y Matija Jama, otros dos representantes del impresionismo esloveno. A diferencia de ellos, Sternen prefería el arte figurativo, y su trabajo consiste principalmente en retratos y desnudos femeninos. 
Fue conocido principalmente como restaurador y conservador de pinturas antiguas, y dedicó la mayor parte de su vida posterior a la restauración. Restauró y repintó en parte el techo de la iglesia franciscana de Liubliana, originalmente decorada por Matevž Langus a mediados del siglo XIX, pero gravemente dañada en el terremoto de Liubliana de 1895. 
Durante la Segunda Guerra Mundial, Sternen simpatizó con la política colaboracionista pro-nazi del general Leon Rupnik e incluso pintó un retrato de él. Sin embargo, no sufrió persecución después del final de la guerra. Murió en Liubliana el 28 de junio de 1949 y fue enterrado en el cementerio de Žale . 

## Trabajos
- Rdeči parazol (El parasol rojo) (1904), National Gallery, Ljubljana
- Ulica v Münchnu (Una calle en Munich), Galería Nacional, Liubliana
- Pomladno sonce (Sol de primavera), Galería Nacional, Liubliana
- Na divanu (En el sofá) (1909), Galería Nacional, Liubliana
- Frescos en el techo de la Iglesia franciscana de la Anunciación (1935), In situ, Iglesia franciscana, Liubliana

## Otras lecturas
- France Stele: impresionistas eslovenos, Olympic Marketing Corp, 1980, ISBN 978-0-89893-107-5